# Mocsi Attila
Mocsi Attila (Lakszakállas, 2000. május 29.–) magyar válogatott labdarúgó, hátvéd. A Süper Ligben szereplő Rizespor játékosa.

## Pályafutása

### Klubcsapatokban
A Győri ETO akadémiáján nevelkedett, majd 2017-ben az első osztályú Fehérvár csapatához került. A felnőtt csapatban 2018. június 2-án a Diósgyőr ellen 2-1-re elvesztett mérkőzésen mutatkozhatott be.
2020-ban kooperációs szerződés keretein belül a másodosztályú Budaörs klubjánál szerepelt, összesen 10 mérkőzésen jutott szóhoz.
2020 nyarán igazolta le a szintén másodosztályban szereplő Szombathelyi Haladás csapata, itt meghatározó játékossá vált, hiszen több mint 50 mérkőzésen lépett pályára.
A 2021–22-es téli átigazolási szezonban az ősi rivális Zalaegerszeghez szerződött, 2025 nyaráig szóló szerződést aláírva. A 2022–23-as szezonban Magyar Kupát nyert a ZTE-vel.

#### Çaykur Rizespor
2023. augusztus 25-én szerződtette a török Çaykur Rizespor együttese. Másnap a kezdőcsapatban kapott helyet a Trabzonspor elleni bajnokin, és a 20. percben megszerezte első gólját is a csapatban. A Rizespor 3–2-es győzelmet aratott.
2024. január 13-án török labdarúgó-bajnokság 20. fordulójában győztes gólt szerzett az Adana Demirsport ellen 1–0-ra megnyert találkozón.

### A válogatottban
Végigjárta az utánpótlás ranglétrát a válogatottban, hiszen az U16, U17, U18, U19, és az U21-es csapatokban is pályára lépett. Tagja volt a 2017-es U17-es labdarúgó-Európa-bajnokságon és a 2021-es U21-es labdarúgó-Európa-bajnokságon résztvevő válogatottnak.
2022 szeptemberében meghívót kapott Marco Rossi szövetségi kapitánytól a Németország és Olaszország elleni Nemzetek Ligája mérkőzésekre készülő magyar válogatott 25 fős keretébe.

## Statisztika

### A válogatottban
| Magyarország | Magyarország | Magyarország |
| Év           | Mérk.        | Gólok        |
| ------------ | ------------ | ------------ |
| 2024         | 1            | 0            |
| Összesen     | 1            | 0            |

### Mérkőzései a válogatottban
| Magyarország | Magyarország      | Magyarország           | Magyarország | Magyarország | Magyarország | Magyarország | Magyarország | Magyarország |
| #            | Dátum             | Helyszín               | Hazai        | Eredmény     | Vendég       | Kiírás       | Gólok        | Esemény      |
| ------------ | ----------------- | ---------------------- | ------------ | ------------ | ------------ | ------------ | ------------ | ------------ |
| 1.           | 2024. március 26. | Budapest, Puskás Aréna | Magyarország | 2 – 0        | Koszovó      | barátságos   | -            | 88'          |
|              | Összesen          |                        |              | 1            | mérkőzés     |              | 0            | gól          |

## Sikerei, díjai

### Klubcsapatokkal
Zalaegerszegi TE
- Magyar kupagyőztes: 2022–23